# Chipoka
Chipoka è un centro abitato del Malawi, situato nella Regione Centrale.